# Копорски залив
Копорски залив (рус. Копорская губа) мањи је залив у југоисточном делу акваторије Финског залива Балтичког мора. Цела заливска акваторија административно припада Лењинградској области.
Копорски залив је доста дубока заливска акваторија, са максималном дубином до 20 метара. Дужина залива у правцу отвореног мора је 12 километара, док се у копно увлачи дужином од 26 километара. На западу се протеже до Сојкинског полуострва, односно до рта Колганпја, а на истоку до рта Устињски. Његове обале су доста ниске и камените, местимично песковите, док је залеђе обрасло густим шумама.
На његовим обалама се налази град Соснови Бор, те села Систо Палкино и Старо Гарколово. У залив се уливају реке Воронка и Систа.
Залив је име добио по древној тврђави Копорје која се налази на око 12 километара јужније од обале.